# 웅천동 (창원시)
웅천동(熊川洞)은 대한민국 경상남도 창원시 진해구의 행정동이다.

## 개요
도시 근교 농어촌지역으로 광범위한 임야와 주민 대분이 영세한 농어업에 종사하고 있으며, 17개의 자연마을로 구성되어 국가산업단지·신항만건설 배후,부지 편입 및 해양공원조성·공원묘원·천자원(납골당) 등이 소재한다. 어업은 신항만 배후 부지로 편입되어 대부분의 어업권 상실로 쇠퇴하였으나 남문지구택지개발, 백일지구 택지개발과 해양리조트 산업 및 웅천읍성 복원사업 등으로 향후 5년 이내에 진해구의 주거, 문화의 메카로 변호하는 발전가능성이 많은 지역이다.
웅천이라는 지명은 옛 이름 ‘곰내’에서 유래되었으며, 로 ‘곰’은 동물 곰을 뜻하는 것이 아니었고, ‘검’(儉= 君), ‘곰’(神) 등의 뜻을 가진 옛말을 소리대로 표기한 것이다. 웅천은 존장이 있는 곳을 표시하고 그 마을이 시냇가에 있음을 표시한 것이며, 옛날 곰이 많이 살고 있어 곰들이 내려와 냇물을 먹고 가는 곳이라 하여 웅계(熊溪)라 하였다가 웅천으로 바꿔 불렀다고도 전한다.

## 연혁
- 1914년 창원군 웅읍면
- 1918년 창원군 웅천면
- 1973년 7월 1일 진해시 웅천1, 2동
- 1996년 7월 1일 웅천동으로 합동

## 법정동
- 원포동(院浦洞)
- 죽곡동(竹谷洞)
- 명동(明洞)
- 성내동(城內洞)
- 북부동(北部洞)
- 서중동(西中洞)
- 남문동(南門洞)
- 제덕동(薺德洞)
- 수도동(水島洞)
- 연도동(椽島洞)

## 교육
- 진해웅천초등학교
  - 수도분교
  - 연도분교
  - 명동분교 - 진해구 명동로 93 (명동)
- 웅천중학교
- 웅천고등학교

## 시설
- 진해해양공원

## 주거
| 단지명                      | 건설사                  | 시행사         | 주소                              | 입주        | 비고 |
| --------------------------- | ----------------------- | -------------- | --------------------------------- | ----------- | ---- |
| 진해남문 호반베르디움       | 호반건설 ㈜호반건설산업 | ㈜티에스개발   | 진해구 웅천동로43번길 19 (남문동) | 2018년 6월  |      |
| 진해남문 시티프라디움 1차   | 시티건설㈜              | 시티글로벌㈜   | 진해구 웅천동로 16 (남문동)       | 2017년 4월  |      |
| 진해남문 시티프라디움 2차   | 시티건설㈜              | 시티글로벌㈜   | 진해구 웅천동로 100 (남문동)      | 2017년 12월 |      |
| 진해남문 리젠시빌 란트      | 리젠시빌주택㈜          | ㈜리젠시빌건설 | 진해구 웅천동로1번길 18 (남문동)  | 2019년 7월  |      |
| 진해남문 리젠시빌 란트 더웰 | 리젠시빌주택㈜          | 리젠시빌주택㈜ | 진해구 웅천동로 13 (남문동)       | 2024년 4월  |      |